# Hentzia parallela
Hentzia parallela är en spindelart som först beskrevs av George William Peckham och Elizabeth Maria Gifford Peckham 1894.  Hentzia parallela ingår i släktet Hentzia och familjen hoppspindlar. Inga underarter finns listade i Catalogue of Life.